# Житомирська панчішна фабрика
Житомирська панчішна фабрика (ПрАТ «Екотекстиль») — колишнє підприємство легкої промисловості, що було розташоване в місті Житомир, зайняте в галузі виробництва та реалізації панчішно-шкарпеткових виробів.

## Історія
Підприємство створено в рамках індустріалізації 1930-х років на базі шпилько-колодкової фабрики та введено в експлуатацію в 1935 році.
У роки Другої світової війни фабрика була зруйнована. У 1945 році відновила роботу.
Згідно п'ятого п'ятирічного плану розвитку господарства СРСР (1951—1955) фабрика була реконструйована і оснащена новим обладнанням. Після закінчення реконструкції фабрика стала одним із найбільших підприємств Житомира.
У 1969 році підприємство отримало нову назву — Житомирська панчішна фабрика «Комсомолка».
В цілому, за радянських часів панчішна фабрика входила в число провідних підприємств міста.
У 1992 році підприємство приватизовано та отримало назву «Житомирська панчішна фабрика «Україна».
Станом на початок 2008 року панчішна фабрика входила в число найбільших діючих підприємств міста.
Виробництво продукції здійснювала під торговою маркою «Легка хода».
У квітні 2021 року панчішну фабрику продали, за найімовірнішою версією, готується її знесення та спорудження на її місці гіпермаркету "Епіцентр" та житлового комплексу. 
7 жовтня 2021 року на території одного з найбільших підприємств міста почалися роботи з демонтажу.